# Ulrich Meister (Künstler)
Ulrich Meister (* 14. Oktober 1947 in Merishausen bei Schaffhausen; † 4. August 2023 in Düsseldorf) war ein schweizerisch-deutscher Konzeptkünstler und Zeichner.

## Leben und Werk
Ulrich Meister wuchs als Sohn eines Malermeisters in der Nähe von Schaffhausen als Ältester von fünf Geschwistern auf. 1963 begann er eine Schriftsetzerlehre und zog 1967 nach Düsseldorf, um dort von 1968 bis 1973 an der Kunstakademie Malerei und Bildhauerei bei Joseph Beuys zu studieren. Während der Studienzeit beschäftigte sich Ulrich Meister vorwiegend mit dem Verfassen von Texten, durch die er das Verhältnis von Bild und Text thematisierte. 1974 war Meister Kunsterzieher am Max-Planck-Gymnasium (Duisburg) und 1976 drei Monate lang Mitglied der Aktionsanalytischen Organisation von Otto Muehl in Wien. Zurückgekehrt nach Düsseldorf entstanden während einer kurzen Phase expressive Bilder, die von der Malerei der Neuen Wilden, unter anderem Walter Dahn und Martin Kippenberger beeinflusst waren. Eine langjährige Freundschaft verband Ulrich Meister mit Imi Knoebel. In den 1980er Jahren wandte Meister sich ab von der expressiven Malerei und kehrte zurück zur Arbeit mit Texten, zu „geschriebenen Bildern“, wie er sie nannte.

„Schade, dass man nicht so sprechen und denken kann, dass man ständig auch gleichzeitig die begrenzte Buchstaben-Anzahl und die Regeln an die man gebunden ist, vor Augen hat. Hätte man es, würde man beim Denken oder Sprechen vielleicht immer als Begleitung den Gebrauch der Sprache als ein sinnliches Tun miterleben!“

Unscheinbare Alltagsobjekte, wie etwa ein Netz Kartoffeln oder ein Wäscheständer mit daran hängendem Kleiderbügel, kombiniert Ulrich Meister jenseits ihrer Funktionszusammenhänge mit prägnanten, poetischen Beschreibungen. Er stellt so auf humorvolle Weise die philosophische Frage nach dem Wesen der Dinge.

## Ausstellungen (Auswahl)

### Einzelausstellungen
- 1992: Installationen und Lesungen Wilhelm-Hack-Museum, Ludwigshafen am Rhein
- 1993: Kunsthalle zu Kiel, Kiel
- 1994: Wiener Secession, Wien
- 1996: Museum van Hedendaagse Kunst Antwerpen, Antwerpen
- 1997: Kunstverein Recklinghausen; Kunstverein Grafschaft Bentheim, Neuenhaus; Kunstverein Bochum
- 1998: Städtische Galerie im Lenbachhaus, München
- 1999: Kunstmuseum Thun, Thun
- 2000: Stiftung Museum Schloss Moyland, Bedburg-Hau
- 2009: Ulrich Meister Museum zu Allerheiligen, Schaffhausen
- 2020: Ulrich Meister – Das Gelbe vom Ei Kunsthalle Recklinghausen, Recklinghausen

### Gruppenausstellungen
- 1992: documenta IX, Kassel[7]
- 1994: Steirischer Herbst, Steiermark
- 2000: Dinge in der Kunst des XX. Jahrhunderts Haus der Kunst, München
- 2003: Gelijk het leven is Stedelijk Museum voor Actuele Kunst Gent
- 2005: (my private) Heroes Marta Herford
- 2021: Poesie des Alltäglichen Haus für Kunst Uri, Altdorf